# Tiriyó (Sprache)
Tiriyó (auch Trio, Eigenbezeichnung: tarëno (sprich: taɽəːno)) ist eine karibische Sprache, die in Pará, Brasilien und im Distrikt Sipaliwini, Suriname gesprochen wird. Die Sprache hat etwa 2100 Sprecher. Geschrieben wird Tiriyó in einem lateinischen Alphabet.

## Vaterunser
Tiriyó:
Irëmë serë apo ëturutë ija, Pahko kaputaono, Irïpïmïn ëmërëm, Kurerën ëeka tïrïpo. Ëjanoroton imonkë ëwemoitïmatome. Ënehtë rïto kaputaontomoja, irë aporopa nonopontomoja tïrïpokë. Wei wararë ainja uruntëkë. Ainja irïpïhpë waken tïrïkë. Ainja ihkërënmatoponpë tïwërënoroja, eponata ainja iwehto aporopa. Ainja inkuhpoewa ehkë irïpïrïja, Ainja ipïnmakë irïpïpëe.
Deutsch:
Vater unser im Himmel. Geheiligt werde dein Name. Dein Reich komme. Dein Wille geschehe, wie im Himmel, so auf Erden. Unser tägliches Brot gib uns heute. Und vergib uns unsere Schuld, wie auch wir vergeben unsern Schuldigern. Und führe uns nicht in Versuchung, sondern erlöse uns von dem Bösen. Denn dein ist das Reich und die Kraft und die Herrlichkeit in Ewigkeit. Amen.